# Buk-myeon, Ulleung-gun
Buk-myeon (koreanska: 북면) är en socken på den sydkoreanska ön Ulleungdo i Japanska havet öster om Sydkorea.
Den utgör den norra delen av ön. Den största byn i socknen är Cheonbu. Socknen tillhör kommunen Ulleung-gun.